# 唐胥鐵路
唐山-胥各庄铁路，在英语文献中常被称为开平煤矿铁路（英語：Kaiping Colliery Tramway），是一条连接开平煤矿和胥各庄的轻便铁路，全长近9公里。这条铁路于1876年被第一次提出，后在1881年5月开始动工，11月通车。唐胥铁路虽然不是中国境内出现的第一条铁路，但是是第一条中国自行修建运营的、承担运输任务的近代化铁路，被公认为是中国铁路建设的起点；在今日的唐山矿一号井东侧就树立着刻有“中国铁路起点”的石碑。

## 规划和筹备
为解决輪船招商局和北洋水師对煤炭的需求，1876年11月6日，时任轮船招商局总办的唐廷枢一行人，受李鸿章之命，来到滦州开平镇，就煤铁矿藏进行了为期3天的勘察。为降低煤矿的运输成本，唐廷枢建议修建从开平南至涧河口的铁路，还表示“苟非由铁路运煤，诚恐终难振作也。”这个涧河口铁路的规划长度为100华里，预计成本为银40万两。然而不久之后，唐廷枢认为铁路经过的地区多为旗人的驻地，“如躲避此等旗地，另筑曲折的路线，则将所费不赀”，加上吳淞鐵路正面临被拆除的命运，便打消了建设铁路的念头:638。
为保证运煤通道能及时打通，唐廷枢转而计划开挖芦台至胥各庄、与蓟运河相连的运河（芦台煤河），但是胥各庄至唐山煤井间地势较高、地质坚硬，无法开挖；于是在1880年10月10日，唐廷枢禀报李鸿章，请求修建一条从胥各庄到唐山煤井的铁路，后又于1881年2月再次请求。
1881年4月，李鸿章上书朝廷；在奏折中，他首次提及了运煤通道的事宜。
在1877年6月，唐廷枢考察了基隆煤矿和运输煤炭的马车铁路；在8月回到直隶省后，唐具禀李鸿章，认为新铁路可以参照基隆的马车铁路，也使用骡马作为动力，既能节省成本，也能使铁路迅速投入使用。

## 建设
彼时的中国除了先前英国未经官方允准修建的吴淞铁路之外，尚无其它的参照线路，且吴淞铁路运行不久后即被清政府赎回拆除，于是新线的轨距成为了建设时的争议点。在众多提议中，英國工程師克勞德·威廉·金達坚持采用1435毫米的宽度；此标准不仅有利于进口自英国的设备直接应用在该铁路上，并为日后改建为真正意义上使用铁路机车运输的“铁路”做准备，还奠定了日后中国铁路的轨距标准:44。由于当时的中国没有生产钢铁的能力，铺设的轨道大多进口自英国。
1881年3月，矿务局启动运煤河工程，并于8月完工，引芦台河水入内。工程造价11.5万两白银，河长35公里，占地约6500亩。从唐山煤井起至胥各庄、长9.7公里的铁路于1881年5月13日动工，6月9日开始铺轨（日後成為鐵路節），11月9日竣工，每英里造价约3000英镑。建成时，铁路采用的是30磅每碼（15每）的钢轨。

## 运营

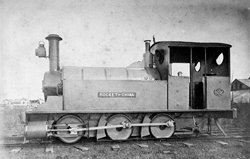
1881年的中国火箭号蒸汽机车

在李鸿章和醇亲王奕譞表态支持后，金达自制的“龙号”机车于唐胥铁路投入使用:44。随着线路上的机车越来越多，铁路公司开始为每台机车分配编号，其中最早制造的“龙号”机车铭牌上刻着“No.1”的字样。
1882年4月，“龙号”机车把第一批煤炭从唐山矿运到了胥各庄。同年，开平矿务局从英国进口了三辆机车，其中两辆0-6-0型蒸汽机车在10月到货，另外一辆为0-2-0型；后者由英国苏格兰机车厂制造，被编为“0号”，价格为2.48万大洋。
1882年，开平矿务局为扩展客运业务，从唐胥铁路上向东建造了一条约0.9公里长的线路，并建起了老唐山火车站。1883年1月，开平矿务局已拥有头等客车1节，二等和三等客车3节，每日在唐山和胥各庄之间往返6个来回；客运服务的收益已能承担唐胥铁路运营的开支。在1886年4月，铁路延长至芦台后，唐芦铁路继续保持盈利。
从1881年建成起，唐胥铁路就由开平矿务局管理，当时并没有专门负责铁路运输的机构:444。1886年7月，开平矿务局向李鸿章致信《请展筑铁路禀》，申请开办开平铁路公司；在李批准后，公司成立，实行官督商办，共招股2500股，共计白银25万两，伍廷芳被任命为总经理，开平矿务局总办唐廷枢、会办吴炽昌先后担任开平铁路公司经理。公司成立后便出资10万两白银购买了唐山机车厂和唐胥铁路的所有权。自此唐胥铁路脱离矿务局管理，开始单独经营。

## 后续发展
随着开平煤矿产量逐渐增加，军队和民用船舰的煤炭需求也逐步扩大，运河的不稳定，以及水路-铁路的换装成为了煤矿外运的瓶颈；1884-1885年的中法战争结束后，改革派试图说服清廷通过建设铁路以巩固海防。基于上述理由，开平矿务局和金达都曾致信李鸿章，要求铁路继续向西南修建至芦台。由于新建路段附近皆为荒地，而且已在开凿运河时被矿务局购买，李很快就批准“试办”。1886年，唐胥铁路开始向閻莊、芦台修建:44；次年4月，向閻莊、芦台的延长线投入运营，铁路依次改名为唐閻鐵路、唐芦铁路。
光绪十三年（1887年）二月，海軍衙門總理醇亲王奕譞奏准把唐胥铁路向东再延伸至山海关，向西延伸至天津。开平运煤铁路公司改名为中国铁路公司，仍由伍廷芳、吴炽昌主持，克劳德·金达为技师。在李鸿章和金达的指导下，线路建设进展迅速。1888年10月3日线路通车至天津:44，改称唐津（天津）铁路。李鸿章主持通车仪式。清廷于1888年12月批准了延长线路至距离北京以东13英里的通州的计划，但该段受到故宫大火的影响并未实际建筑。尽管之后张之洞曾提出修建天津往卢沟桥、连接京汉铁路支线的提议，但最初并未被朝廷接受。1880年后，清廷开始将铁路建设重点转往关外方向，以应对俄国和日本潜在的威胁:45。至山海关的铁路最终于1894年建成，并更名为津榆铁路，并在1897年与津芦铁路合并为关内外铁路。
1930年后，唐胥铁路成为京山铁路一部分。1994年因京山线压煤改线而成为现七滦铁路的一部分。

## 轶闻
不少媒体和学者都认为，唐胥铁路一开始决定使用骡马作为动力，是因为受到清廷的反对。但另一方面，也有一些资料记载，清廷并未反对铁路的修建，也从未禁止机车的使用，甚至还曾乘坐列车前往清西陵祭祖；唐胥铁路计划使用骡马作为动力，是因为李鸿章计划将台灣基隆煤矿的运营模式，包括马拉火车，应用在即将产煤的开平煤矿上。